# Schöpfungsmesse
De Schöpfungsmesse of Missa in Bes ((Hob. XXII:13) is een in 1801 door Joseph Haydn gecomponeerde mis voor het hof van Prins Nicolaas II Esterházy.
Haydn schreef in totaal 14 missen (zie Missen van Joseph Haydn). De Schöpfungsmesse is de dertiende mis die hij componeerde en de vijfde mis in de serie van zes late, symfonische missen die in Eisenstadt werden uitgevoerd in september en die samenhingen met de viering van de naamdag van de echtgenote van Nicolaas II, Prinses Maria Josepha Hermengilde Esterházy.
Van de zes late missen voor Eisenstadt zijn er twee eveneens in de toonaard Bes gecomponeerd: de Theresienmesse en de Harmoniemesse.
Opus summum viri summi Joseph Haydn had Haydns tijdgenoot, de componist Johann Adam Hiller, op zijn exemplaar geschreven van de Schöpfungsmesse.

## Datering en (bij)naam

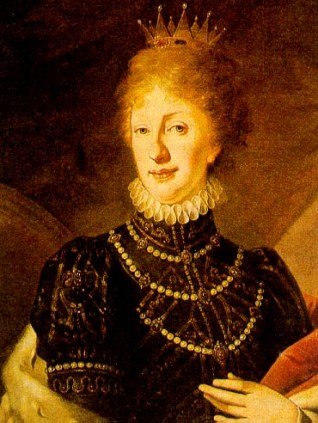
Maria Theresia van Bourbon-Sicilië

Haydn noteerde – uitzonderlijk - op de autograaf de datum waarop hij de compositie aanving: 28 juli 1801. De eerste uitvoering van het werk was op 13 september 1801, tevens het Feest van de Allerheiligste Naam van Maria (Mariä Namen) dat niet op een vaste datum valt maar op de zondag na 8 september.
De bijnaam die aan de mis is gegeven, Schöpfungsmesse, stamt uit de 19e eeuw. De naam is verbonden met een onbelangrijk detail in het werk: in het Gloria heeft Haydn de liturgische tekst Qui tollis peccata mundi getoonzet op de vrolijke melodie van het duet van Adam en Eva uit Die Schöpfung ("Der thauende Morgen, o wie ermüttert er!") (Hob.XXI:2). Het orkest citeert deze muziek uit Die Schöpfung met dezelfde instrumentatie, inclusief de hoornpartijen. Vervolgens zingt het koor in een plotselinge tempowisseling van adagio naar allegro Miserere nobis. De muzikale 'grap' werd niet gewaardeerd door keizerin Maria Theresia. Zij was een fervent verzamelaar van Haydns werken, maar voor haar moest Haydn dit gedeelte opnieuw componeren omdat zij de profane verwijzing niet kon waarderen: Haydn handhaafde in de wijziging overigens het tempo en de tempowisselingen maar het citaat uit Die Schöpfung is verwijderd.

## Compositie[3]
Haydn paste zijn ervaringen, opgedaan na zijn twee bezoeken aan Londen, en al toegepast in zijn Londense symfonieën, ook toe in de mis. Haydn benadrukt het symfonische karakter, ontwikkelingen van motieven en thema's past hij ook toe op de vocale delen, hij ziet af van virtuoze aria's en de vier solisten worden als een apart ensemble ingezet tegenover het koor.
Vanaf ongeveer 1800 stond Haydn een volledig ensemble aan blaasinstrumenten ter beschikking aan het hof van Esterházy. De Schöpfungsmesse is daarom geschreven voor hobo's, klarinetten, fagotten, hoorns, trompetten, pauken, strijkers en orgel. Alleen Haydns volgende mis, de Harmoniemesse, heeft een grotere bezetting. Het koor wordt door het gebruikelijke kwartet van sopraan-, alt-, tenor- en basstemmen gevormd. Het solistenkwartet bestaat uit sopraan, alt, tenor en bas.
- In vier van de missen uit de verzameling late missen laat Haydn het levendige Kyrie voorafgaan door een langzame instrumentale introductie (zoals hij ook zijn Londense symfonieën laat beginnen). De beide levendige buitendelen omsluiten een zacht smekend Christe eleison, die met een solo van de sopraan begint.
- Na het stralende openingsdeel van het Gloria en het citeren van het Adam en Eva-duet gaat de muziek plotseling over in een plechtig adagio voor het Miserere nobis, gevolgd door solo's voor alt en sopraan.

Het Gloria sluit af met een – in de late missen gebruikelijk - fugatisch en symfonisch deel voor het In gloria Dei Patris. De solisten voegen boven het subject van de chromatische fuga een nieuw thema toe voor het Amen.
- In het Credo, dat het mysterie van de Maagdelijke geboorte beschrijft, wilde Haydn de Heilige Geest weergeven zoals dat in de kunst altijd al gebeurde: als duif. Vaak werd dit muzikaal uitgebeeld door de fluit, maar aangezien Haydn niet over een fluit kon beschikken, liet hij deze partij door het orgel met het fluitregister spelen. Het is de enige orgelpartij van Haydn waarin hij precies de registratie voorschreef. De opening van het Credo met een begeleiding in barokke stijl en het Et incarnatus met zijn obligate rococo orgelpartij zijn verwijzingen naar vorige stijlperioden, een contrast met de bassolo in het Crucifixus en de bijdrage van het koor in sub Pontio Pilato.

Na de opgewekte sopraansolo Et iterum venturus est vallen koor en orkest in met een contrasterend deel in Des, de gedachte aan het Laatste Oordeel uitbeeldend.
- Na het Sanctus, gaat het Benedictus naar de subdominant (Es) in een 6/8 maat.
- Het Agnus Dei heeft een diepe heftige toon, en ook hier is een plotselinge wisseling van toonsoort (voor het Dona nobis pacem) en een strijdhaftige klank. Voor het eind van de mis moduleert terug naar Bes.

## Geselecteerde discografie
- Schöpfungsmesse, solisten, Monteverdi Choir en de English Baroque Solists o.l.v. John Eliot Gardiner (met de 5 andere grote missen)(Decca, 3CDs, 475 101-2)
- Schöpfungsmesse, solisten, Arnold Schoenberg Koor, Concentus musicus Wien o.l.v. Nikolaus Harnoncourt (met de Paukenmis, de Harmoniemis, de Nelsonmis en een aantal andere religieuze werken)(Warner Classics, 6CDs, 2564 69939-8)